# Hoffnungskirche (Clodra)

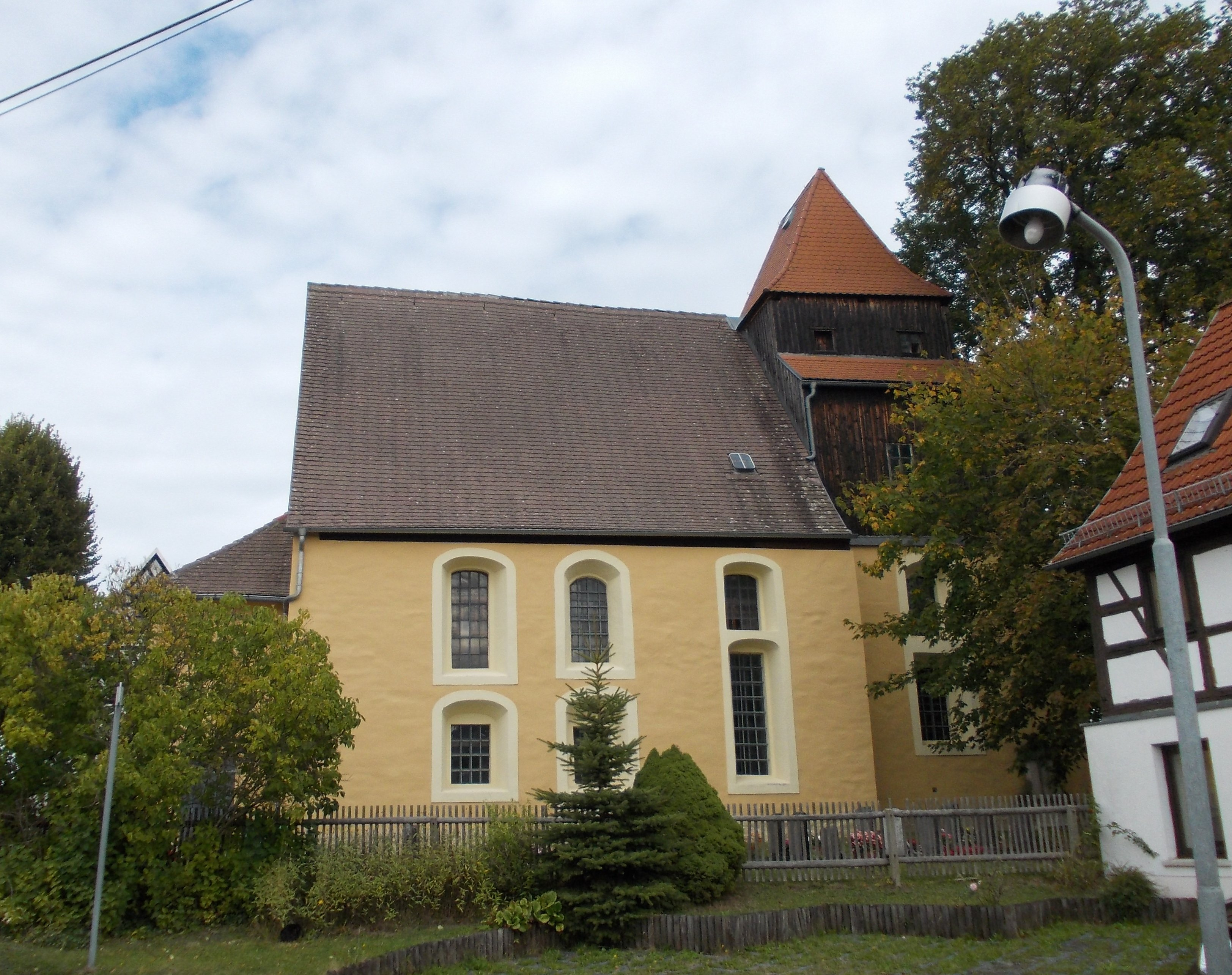
Hoffnungskirche Clodra

Die evangelische Hoffnungskirche steht im Ortsteil Clodra der Stadt Berga-Wünschendorf im Landkreis Greiz in Thüringen. Sie gehört zur Kirchengemeinde Berga a. d. E.  im Kirchenkreis Greiz der Evangelischen Kirche in Mitteldeutschland.
Die Hoffnungskirche beeindruckt durch ihre farbige Bemalung sowohl der Kassettendecke als auch des Altarraums mit einem Gemälde vom Abendmahl Jesu.

## Geschichte
Hans Bastian II. von Zehmen stiftete die Kirche 1658 auf eigene Kosten. In jüngster Zeit wurde die Hoffnungskirche nach 11-jähriger Bauzeit für 15.570 Euro nach einer Holzwurmbegasung saniert. Die restaurierte Orgel wurde 2012 wieder eingebaut. Sie wurde um 1800 von einem unbekannten Orgelbauer gebaut und hat sieben Register auf einem Manual und Pedal.